# Christiane Barry
Christiane Barry (Christiane, Fernande Boursaud) est une comédienne française, née le 18 août 1918 à Paris 15e et morte le 24 septembre 1992 à Paris 14e.
Attachée à la direction des Éditions Seghers à la fin des années 1950, elle est à l'origine de la publication de novelisations de films de la Nouvelle vague comme Le Beau Serge et Les Cousins de Claude Chabrol.

## Filmographie
- 1943 : Les Anges du péché de Robert Bresson - Sœur Blaise
- 1943 : Bonsoir mesdames, bonsoir messieurs de Roland Tual - La secrétaire
- 1944 : Falbalas de Jacques Becker
- 1947 : Les Dernières Vacances de Roger Leenhardt - Tante Odette
- 1947 : Mademoiselle s'amuse de Jean Boyer - Édith
- 1948 : Deux amours de Richard Pottier - Carmen
- 1948 : Scandale aux Champs-Elysées de Roger Blanc - Jacqueline
- 1949 : L'Atomique monsieur Placido de Robert Hennion - Une comédienne
- 1949 : L'Auberge du péché de Jean de Marguenat - La Follette
- 1950 : Le Clochard milliardaire de Léopold Gomez - Colette
- 1950 : La Vie chantée de Noël-Noël - L’épouse
- 1950 : Les Mécanos de l'air de Marcel Martin - court métrage -
- 1951 : Un grand patron de Yves Ciampi - Jacqueline
- 1952 : Monsieur Leguignon lampiste de Maurice Labro - Louise, l’assistante sociale
- 1952 : Horizons sans fin de Jean Dréville - Jacqueline
- 1952 : Le Plus Heureux des hommes d'Yves Ciampi - Florence Dupuis-Martin
- 1954 : Une enquête de l'Inspecteur Grégoire de Pierre Viallet, épisode La Dame de Pont-Saint-Maxence TV
- 1955 : Plus de whisky pour Callaghan de Willy Rozier - La comtesse Harajos
- 1958 : Le Petit Prof de Carlo Rim - Mme Aubin
- 1960 : Le Président de Henri Verneuil - Une dame au concert à côté du président
- 1960 : La Proie pour l'ombre de Alexandre Astruc - Mme Interlenghi
- 1972 : Quoi ? (What?) de Roman Polanski
- 1981 : Le Corbillard de Jules de Serge Pénard

## Théâtre
- 1948 : Auprès de ma blonde de Marcel Achard, mise en scène Pierre Fresnay, théâtre des Célestins
- 1952 : La neige était sale de Georges Simenon, adaptation Frédéric Dard, mise en scène Raymond Rouleau, théâtre des Célestins, tournée Herbert
- 1960 : Une nuit chez vous, Madame ! de Jean de Létraz, mise en scène Jacques Mauclair, théâtre de l'Ambigu-Comique
- 1968 : Le Malade imaginaire de Molière, mise en scène Pierre Valde, théâtre de Colombes

## Référence
1. ↑  Archives en ligne de Paris 15e, année 1918, acte de naissance no 2100, cote 15N 246, vue 11/31 (avec mention marginale de décès)
2. ↑  Le Beau Serge - roman d'après le film de Claude Chabrol, 1er juillet 1960 (lire en ligne)